# Georg O. Luksch

Portrait of Grammy-Winner Georg O. Luksch

Georg O. Luksch (* 5. Juli 1966 in Wien) ist ein österreichischer Komponist, Produzent und Toningenieur.

## Biografie
Luksch wurde als Sohn von Hedwig Luksch und dem Komponisten Georg Luksch in Wien geboren. Sein  Bruder ist der Wienerlied-Komponist Rudi Luksch. Georg O. Luksch erhielt ab dem fünften Lebensjahr klassischen Klavierunterricht und absolvierte 1987 als einer der ersten Teilnehmer in Österreich das SAE Institute. In den ersten Jahren seiner Karriere arbeitete er mit Künstlern wie Falco, Nina Hagen und Jocelyn Brown. Projekte führte er u. a. mit Edelweiss und Bingo Boys durch. Er ist Musiker, Komponist und Sound Engineer für u. a. Universum, ORF und Kinofilme. 1992 gründete er gemeinsam mit Peter Rauhofer das Produzententeam Club 69. Es entstanden Dancefloor-Hits mit internationalen Top-Acts wie Depeche Mode, Madonna, Rod Stewart, Britney Spears, Yoko Ono, Pet Shop Boys, Seal, Whitney Houston, Christina Aguilera.
2000 erhielt Luksch den Grammy Award sowie zwei weitere Nominierungen 2001 und 2003. Mit der Entwicklung des Expanded Acoustic Recording Prozess (E.A.R) erweiterte er sein Tätigkeitsfeld um den Bereich rein akustischer Musik. Auf der Basis seiner Recherchen über die Produktionstechnik der Musik der 1950er bis 1970er Jahre entstand ein Wissenskompendium für Klassik, Jazz und World-Music. Ein Beispiel für die Anwendung dieses Forschungsfeldes ist die Latin-Grammy-Nominierung Best Latin Jazz Album 2014/15 für Co-Producing, Recording, Mix und Mastering von Snow Owls Album Normas. Luksch unterrichtet an der Jam-Music-Lab-University in Wien das Hauptfach Musikproduktion.
2017 schrieb Luksch mit der Schauspielerin Rita Hatzmann das musikalische Programm Cissy & Hugo a Caracas, produziert von Ensemble21 und brachte damit klassisches Klavier, Elektronik und Theremin bis Wienerlied sowie Chansons mit satirisch-pointierten musikalische Nummern wie Der Nowak oder Ich wünsch mir zum Geburtstag einen Vorderzahn von Cissy Kraner und Hugo Wiener auf die Bühne. Dabei spielte die Klangästhetik der 50er Jahre sowohl in der Arrangement-Technik als auch im Klanggebilde eine wichtige Rolle. In den folgenden Jahren veröffentlichte das Duo Hatzmann-Luksch weitere Produktionen auf Bühne, Spotify und CD wie das musikalische Hörbuch Therese nach dem Roman von Arthur Schnitzler, Der Kleine Prinz nach Antoine de Saint-Exupéry, Elektra und Kaleidoskop der Leidenschaft.